# فارمینگتون (کنتیکت)
فارمینگتون که در شهر هارتفورد در شهرستان فارمینگتون منطقه دره مرکزی کنتیکت در ایالات متحده واقع شده است، در سرشماری سال ۲۰۰۰ دارای ۲۳،۶۴۱ نفر ساکن بوده است.